# Willem Outgertsz. Akersloot

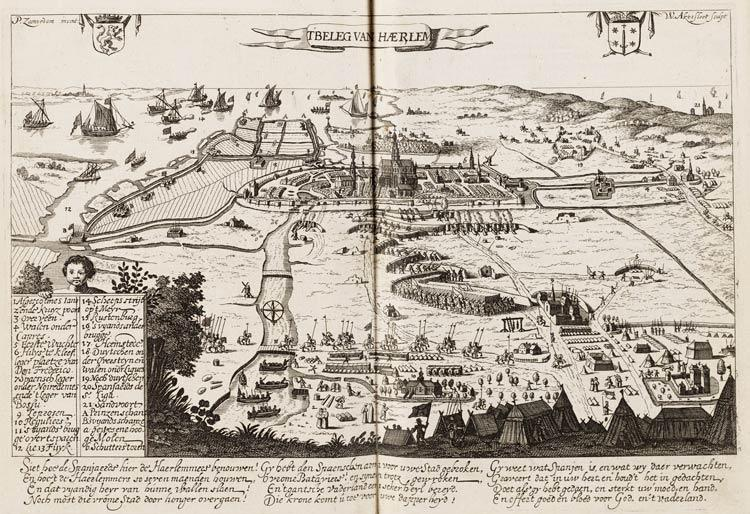
Het beleg van Haarlem, 1572-1573 naar Pieter Saenredam. 1626-1628. ets.

Willem Outgertsz. Akersloot (Haarlem, 1600 - Den Haag, ca. 1651) was een graveur in de Nederlandse Gouden Eeuw. 

## Biografie
Akersloot werd geboren in Haarlem. Volgens het RKD ondertekende hij zijn werken met het monogram A in een dubbel vierkant, of met "Akersloot F".  Hij was een leerling van Jan van de Velde en staat bekend om zijn gegraveerde landschap illustraties van andere kunstschilders zoals Pieter de Molijn, Pieter Saenredam en Adriaen van de Venne. Hij werkte ook in Parijs in 1620.  Hij was mogelijk ook de leerling van Jacob van der Schuere, wiens portret hij had gegraveerd. Hij was de zoon van Outgert Ariss Akersloot. Hij overleed in Den Haag.
- Biblioteca Nacional de España: XX1512740
- Bibliothèque nationale de France: cb149682976 (data)
- Biografisch Portaal: 30464983
- Digitale Bibliotheek voor de Nederlandse Letteren: alce004
- Gemeinsame Normdatei: 1089583478
- International Standard Name Identifier: 0000 0000 0311 1639
- Library of Congress Control Number: no2018098507
- Nationale Bibliotheek van Tsjechië: ola2013798652
- RKD-Nederlands Instituut voor Kunstgeschiedenis: 786
- Système universitaire de documentation: 169018865
- Union List of Artist Names: 500003467
- Virtual International Authority File: 87237557